# Prinz-Luitpold-Haus
Das Prinz-Luitpold-Haus ist eine Schutzhütte der Sektion Allgäu-Immenstadt des Deutschen Alpenvereins in den Allgäuer Alpen, Bayern.

## Lage
Die Alpenvereinshütte befindet sich nordwestlich des Hochvogelgipfels über dem Tal des Bärgündlebachs auf 1846 m ü. NHN Höhe auf dem Gemeindegebiet von Bad Hindelang.

## Geschichte
Das Prinz-Luitpold-Haus wurde im Jahr 1880 auf dem Grund von Prinz Luitpold von Bayern, dem späteren Prinzregenten von Bayern, errichtet, nach dem es dann auch benannt wurde.
Erst 1932 konnte die Sektion Allgäu-Immenstadt des Deutschen und Österreichischen Alpenvereins das Grundstück käuflich erwerben.
Die Hütte wurde mehrmals umgebaut und erweitert. Beispielsweise wurde im Jahr 1994 eine moderne biologische Abwasserreinigungsanlage eingebaut.

## Hüttenzustiege
- Von Hinterstein per Bus, Rad oder zu Fuß auf asphaltierter Straße zum Giebelhaus (1067 m), von dort in 2–3 Stunden zur Hütte
- Von Hinterhornbach (1101 m) in etwa 4 Stunden

## Nachbarhütten
- Landsberger Hütte (1810 m) in 5–6 Stunden
- Willersalpe (1456 m) in 8–9 Stunden (Jubiläumsweg)
- Edmund-Probst-Haus (1930 m) in 4–6 Stunden
- Kemptner Hütte (1846 m) in 8–10 Stunden
- Oytalhaus (1010 m) in 5–6 Stunden
- Schwarzenberghütte (1380 m) in 2–3 Stunden

## Touren
Das Prinz-Luitpold-Haus ist ein Ausgangspunkt für die Besteigung des Hochvogels (2592 m). Dazu werden 2½ bis 3 Stunden veranschlagt. Weitere Ziele:
- Glasfelderkopf (2270 m) in etwa einer Stunde
- Wiedemerkopf (2166 m) in 1–2 Stunden
- Schneck (2268 m) in etwa 4 Stunden
- Fuchskarspitzen, hauptsächlich Klettertouren
- Weittalkopf (2289 m)
- Kreuzkopf (2287 m)

## Bilder

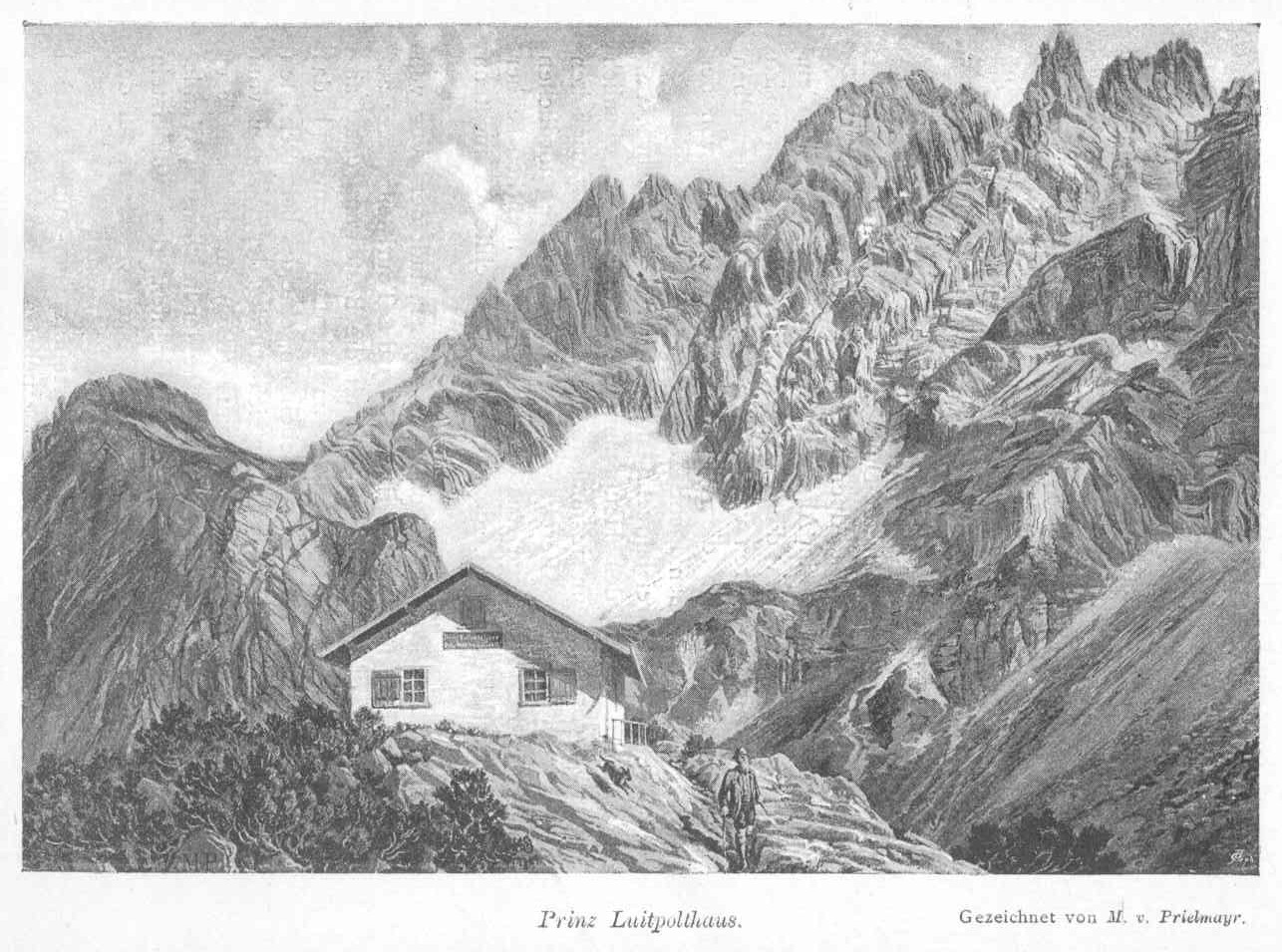
Historische Abbildung aus den 1890er Jahren
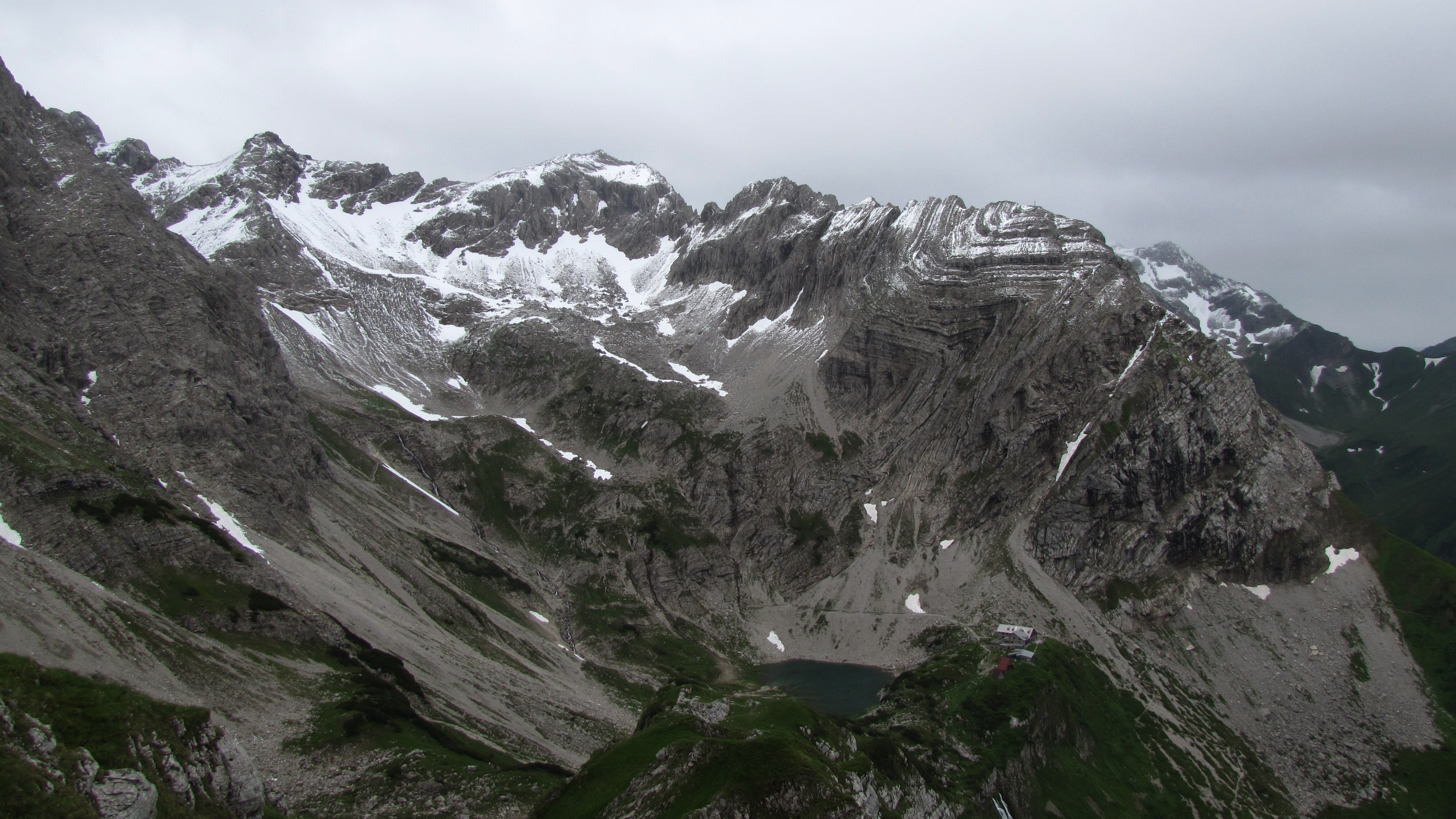
Mit Weittalkopf, Kreuzkopf und Wiedemer
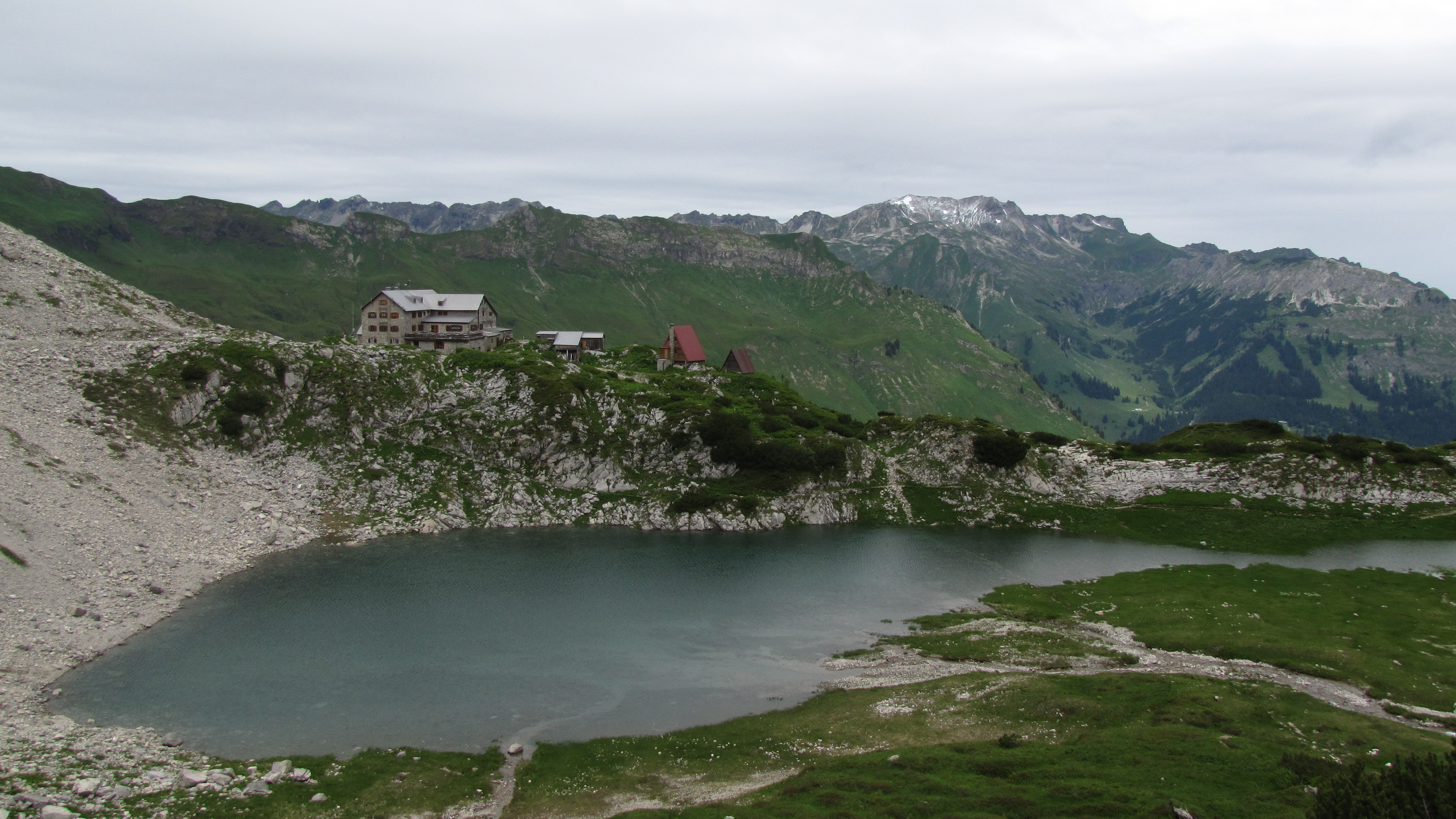
Ostansicht mit Hüttensee
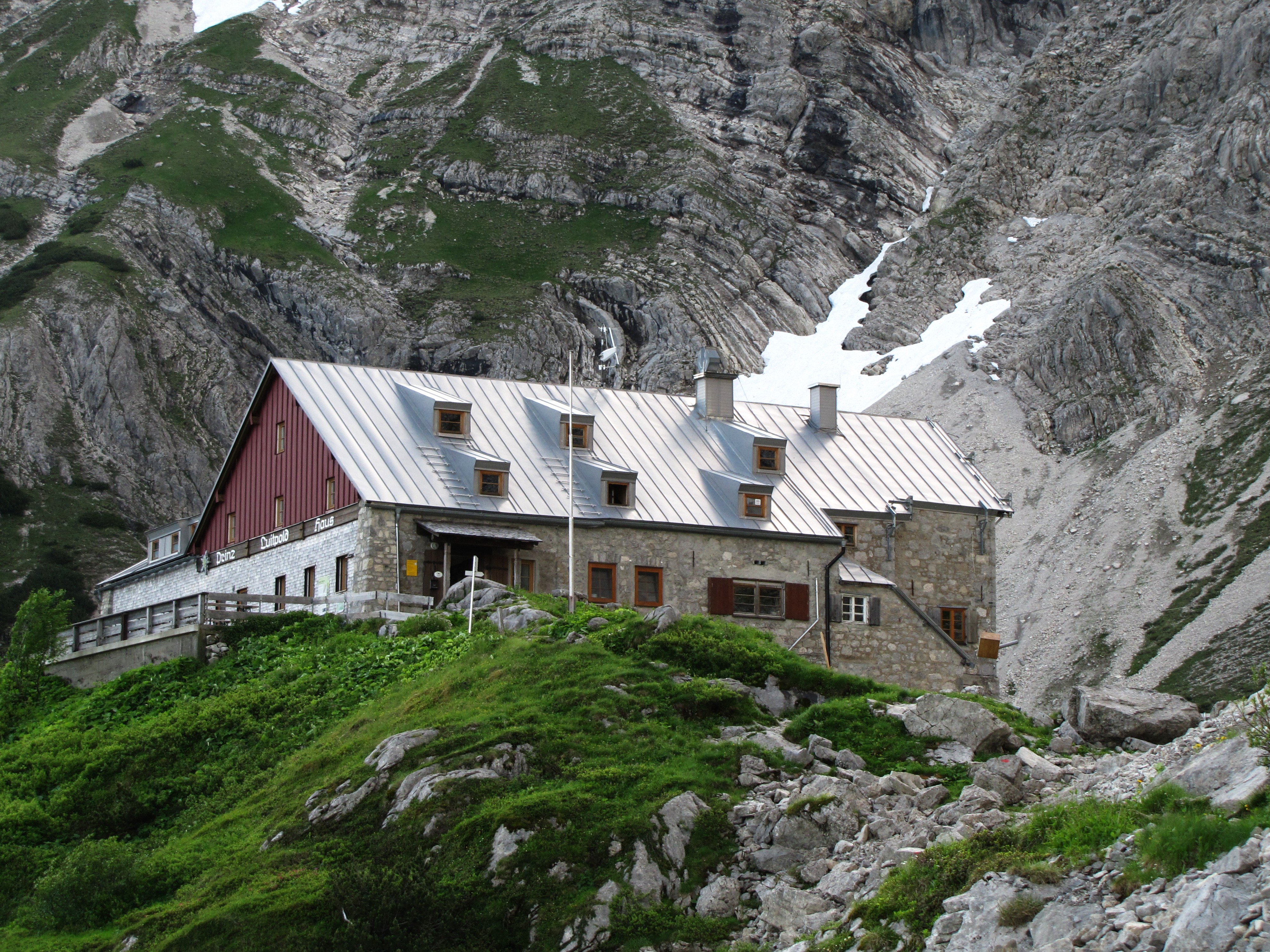
Westansicht

## Karten
- Alpenvereinskarte 1:25.000, Blatt BY 4, Allgäuer Hochalpen - Hochvogel, Krottenkopf